# Handbike

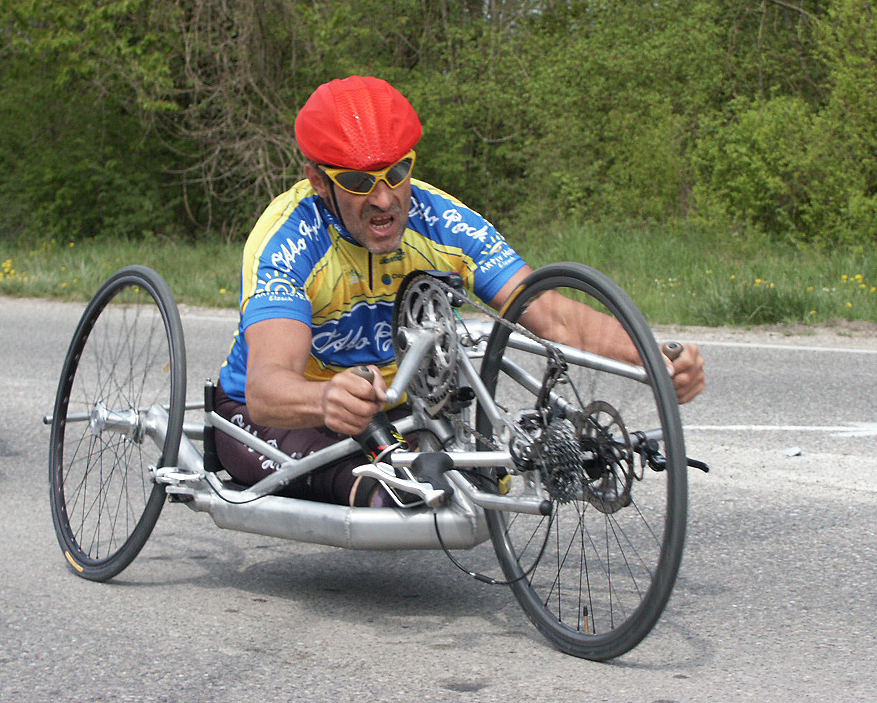
Závodník na handbiku

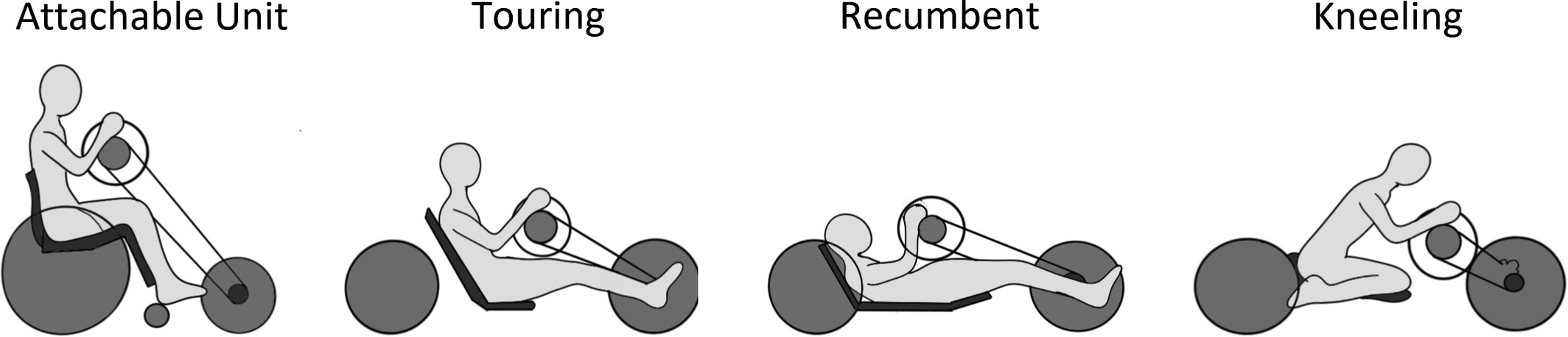
Druhy posedů na handbiku

Handbike je druh jízdního kola, které je poháněné rukama. Většinou ho využívají hendikepovaní lidé, kteří nemají možnost používat k pohonu nohy. Kvůli lepší stabilitě má tři kola.

## Druhy
Existuje několik druhů hanbiků. Většina se používá pro provoz na silnici, ale existuje i terénní varianta. Nejvíce se ale liší podle způsobu sezení. Handbike nemá klasické sedlo jako ostatní jízdní kola, ale spíše sedačku. Posed se většinou dělí podle způsobu použítí kola - většina hanbiků na běžnou jízdu po městě má vzpřímený, nebo zakloněný posed. Závodní varianty mají často posed v předklonu, který umožňuje rychlejší jízdu.
Je možné také využít nástavec na invalidní vozík, a tím z něj dočasně udělat handbike.

## Použití ve sportu
Handbike se používá i pro sportovní účely. Závody na nich jsou i na Paralympijských hrách. Soutěží se v několika různých disciplínách - silniční závody, silniční kritérium, časovka a etapové závody. V Evropě zastřešuje hanbikový sport Evropská handbiková federace, která byla založena v roce 2001.
Sportovní kola jsou jednodušší pro jízdu na delší vzálenost, jsou lehčí a mají níže položené těžiště.